# Zentralinstitut für Krebsforschung (Akademieinstitut)

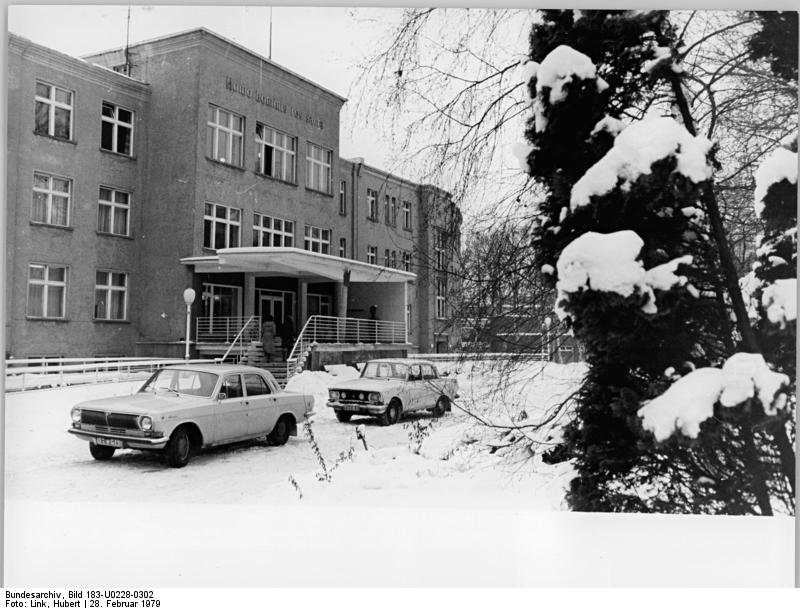
Blick auf das Zentralinstitut für Krebsforschung, 1979

Das Zentralinstitut für Krebsforschung (ZIK), auch als Robert-Rössle-Institut bezeichnet, war ein vom 1. Januar 1972 bis zum 31. Dezember 1991 bestehendes außeruniversitäres Forschungsinstitut der Akademie der Wissenschaften der DDR (AdW) mit Sitz in Berlin-Buch. Es fungierte in der Deutschen Demokratischen Republik (DDR) als Leiteinrichtung für die Behandlung und Erforschung von Krebserkrankungen, und war bezüglich seiner Aufgaben in der DDR vergleichbar mit dem Deutschen Krebsforschungszentrum in Heidelberg für die Bundesrepublik Deutschland. Ab 1976 oblag dem ZIK die Zuständigkeit für das Nationale Krebsregister der DDR, ab November 1984 war es Collaborating Center der Weltgesundheitsorganisation. Nachfolgeeinrichtung des Instituts ist das 1992 gegründete Max-Delbrück-Centrum für Molekulare Medizin.

## Geschichte

### Organisatorische Entwicklung

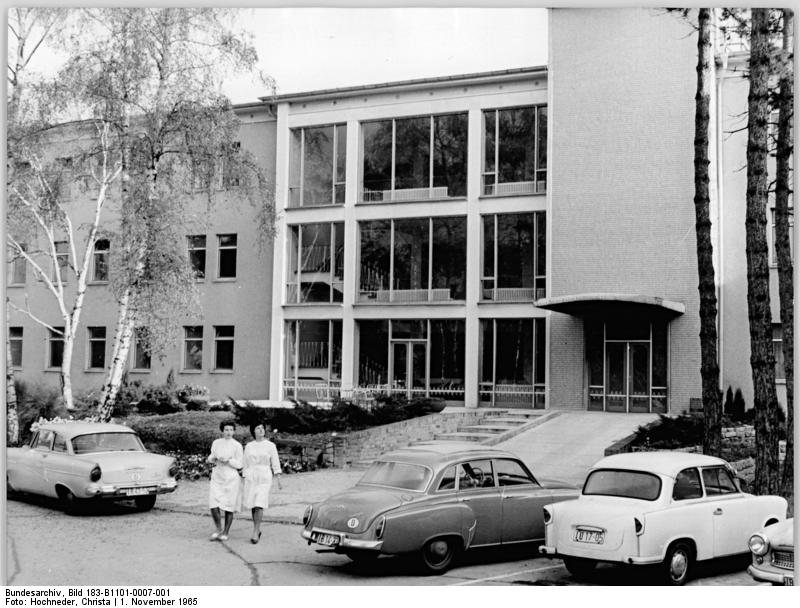
Die Robert-Roessle-Klinik, 1965

Die Geschichte geht zurück auf das 1964 entstandene Institut für Krebsforschung der Deutschen Akademie der Wissenschaften zu Berlin, das aus dem zuvor bestehenden Akademieinstitut für experimentelle Krebsforschung sowie der 1948 gegründeten Klinik für Geschwulstkrankheiten in Berlin-Buch gebildet worden war. Die Klinik, die ab 1959 nach dem Pathologen Robert Rössle benannt war, gehörte zuvor zum Akademie-Institut für Medizin und Biologie, dessen Aktivitäten ebenfalls vor allem auf die Krebsforschung ausgerichtet gewesen waren.
Das Institut zählte zum 1971 gegründeten Forschungszentrum für Molekularbiologie und Medizin der AdW und war ab 1976 zuständig für das 1953 entstandene Nationale Krebsregister der DDR. Es verfügte ab 1981 über einen Computertomographen und ab 1983 über einen Linearbeschleuniger. Ab April 1985 fungierte des ZIK als Collaborating Center der Weltgesundheitsorganisation (WHO). Der Bereich „Experimentelle und Klinische Immunologie“ des Instituts wurde im gleichen Jahr größtenteils dem ebenfalls in Berlin-Buch ansässigen Zentralinstitut für Molekularbiologie (ZIM) angegliedert, nachdem der Bereichsleiter Günter Pasternak zum Direktor des ZIM berufen worden war. Das ZIK war als Institution Träger des Vaterländischen Verdienstordens in Gold, die Auszeichnung erfolgte 1984.

### Aufgaben und Aktivitäten
Das Zentralinstitut für Krebsforschung war in der Deutschen Demokratischen Republik (DDR) Leiteinrichtung für die Behandlung und Erforschung von Krebserkrankungen. Hinsichtlich seiner Rolle in der DDR war es vergleichbar mit der Bedeutung des Deutschen Krebsforschungszentrums (DKFZ) in Heidelberg für die Bundesrepublik Deutschland. Das Institut hatte 1990 rund 300 Mitarbeiter im experimentellen und etwa 350 im klinischen Bereich. Die Bettenzahl in der Klinik des Instituts lag im Jahr 1985 bei 220, die Zahl der Operationen betrug in den 1980er Jahren rund 2200 bis 2500 pro Jahr, die Zahl der ambulant und stationär behandelten Patienten lag 1987 bei jeweils rund 67.000.

### Direktoren
Gründungsdirektor wurde der Chirurg Hans Gummel, der ab 1955 die Robert-Rössle-Klinik geleitet hatte. Als seine Stellvertreter wirkten Arnold Graffi für den experimentellen und Theodor Matthes für den klinischen Bereich. Beide übernahmen 1973 nach Gummels Tod zunächst kommissarisch die Leitung des Instituts, bevor von 1975 bis 1990 Stephan Tanneberger als Direktor fungierte. Ihm folgten in der Zeit der politischen Wende in der DDR in den Jahren 1990/1991 Manfred Lüder und bis zum Ende des Jahres 1991 Dieter Bierwolf.

## Nachfolgeeinrichtung
Nach der deutschen Wiedervereinigung entstand aus dem Zentralinstitut für Krebsforschung sowie den Zentralinstituten für Molekularbiologie und für Herz-Kreislaufforschung mit Beginn des Jahres 1992 das Max-Delbrück-Centrum für Molekulare Medizin (MDC). Die Trägerschaft der Robert-Rössle-Klinik, die als Forschungsklinik mit dem MDC kooperiert, übernahm bis 1998 die Freie Universität Berlin und anschließend die Charité Universitätsmedizin Berlin. Seit 2001 gehört die Klinik zum Helios Klinikum Berlin-Buch der privaten Helios-Gruppe.